# 洁净红棕杜鹃
洁净红棕杜鹃（学名：Rhododendron rubiginosum var. leclerei）为杜鹃花科杜鹃花属下的一个变种。

## 扩展阅读
- 維基物種上的相關：洁净红棕杜鹃